# Campeonato de Béisbol Juvenil de Panamá de 2023
El 54° Campeonato Nacional de Béisbol Juvenil - Copa Caja de Ahorros 2023, dedicado a Magaly Medina, fue la quincuagésimo cuarta temporada del béisbol juvenil en Panamá disputada entre el 6 de enero y 3 de marzo de 2023, organizada por la Federación Panameña de Béisbol (FEDEBEIS). El choque de apertura estuvo a cargo del entonces campeón Panamá Este contra Panamá Metro, disputado en el estadio Rod Carew con resultado de 9-5 para los potros.
La novena de Panamá Oeste se coronó campeón luego de derrotar a Coclé, por abultamiento de carreras en ocho episodios, 14 a 4, en el quinto partido de la Serie Final del certamen que se disputó en el estadio Rod Carew. Los Vaqueros lograron su tercer título en la categoría juvenil, rompiendo una sequía de 27 años desde su último título en la categoría a mediados de 1996, así como consiguiendo el primer título para los del West como provincia.

## Equipos participantes
| Bocas del Toro     | Herrera      |
| Coclé              | Los Santos   |
| Colón              | Panamá Este  |
| Chiriquí           | Panamá Metro |
| Chiriquí Occidente | Panamá Oeste |
| Darién             | Veraguas     |

## Serie Regular
La Serie Regular del Torneo Nacional de Béisbol Juvenil se disputó en dos grupos divididos en zonas geográficas, con un calendario de dos vueltas en su grupo y una ronda de intergrupo. Los 8 mejores de la fase regular avanzaron de ronda.
| Grupo A      | Grupo B            |
| ------------ | ------------------ |
| Panamá Metro | Herrera            |
| Coclé        | Los Santos         |
| Colón        | Veraguas           |
| Panamá Oeste | Chiriquí Occidente |
| Panamá Este  | Chiriquí           |
| Darién       | Bocas del Toro     |

### Clasificación
La Ronda Regular se disputó del 6 al 25 de enero, ubicándose Panamá Oeste y Coclé como los punteros de la tabla de posiciones, quedándose los vaqueros con el liderato debido a las victorias en los dos duelos directos entre ambos equipos.
| Pos | Equipo             | JJ | JG | JP | PROM | DIF |
| --- | ------------------ | -- | -- | -- | ---- | --- |
| 1   | Panamá Oeste       | 16 | 13 | 3  | .813 | -   |
| 2   | Coclé              | 16 | 13 | 3  | .813 | -   |
| 3   | Herrera            | 16 | 11 | 5  | .688 | 2   |
| 4   | Bocas del Toro     | 16 | 11 | 5  | .688 | 2   |
| 5   | Chiriquí           | 16 | 9  | 7  | .563 | 4   |
| 6   | Panamá Este        | 16 | 8  | 8  | .500 | 5   |
| 7   | Panamá Metro       | 16 | 7  | 9  | .438 | 6   |
| 8   | Chiriquí Occidente | 16 | 7  | 9  | .438 | 6   |
| 9   | Los Santos         | 16 | 7  | 9  | .438 | 6   |
| 10  | Veraguas           | 16 | 6  | 10 | .375 | 7   |
| 11  | Darién             | 16 | 2  | 14 | .125 | 11  |
| 12  | Colón              | 16 | 2  | 14 | .125 | 11  |

## Fase Final

### Cuadro
|  | Serie de 8 | Serie de 8         | Serie de 8 |          |   | Ronda Semifinal | Ronda Semifinal | Ronda Semifinal |  |   | Serie Final  | Serie Final | Serie Final |  |
|  |            |                    |            |          |   |                 |                 |                 |  |   |              |             |             |  |
|  |            |                    |            |          |   |                 |                 |                 |  |   |              |             |             |  |
|  | 1          | Panamá Oeste       | 4          |          |   |                 |                 |                 |  |   |              |             |             |  |
|  | 1          | Panamá Oeste       | 4          |          |   |                 |                 |                 |  |   |              |             |             |  |
|  | 8          | Chiriquí Occidente | 0          |          |   |                 |                 |                 |  |   |              |             |             |  |
|  | 8          | Chiriquí Occidente | 0          |          | 1 | Panamá Oeste    | 4               |                 |  |   |              |             |             |  |
|  |            |                    |            |          | 1 | Panamá Oeste    | 4               |                 |  |   |              |             |             |  |
|  |            |                    | 5          | Chiriquí | 0 |                 |                 |                 |  |   |              |             |             |  |
|  | 4          | Bocas del Toro     | 5          | Chiriquí | 0 | 3               |                 |                 |  |   |              |             |             |  |
|  | 4          | Bocas del Toro     |            |          |   |                 |                 |                 |  |   |              |             |             |  |
|  | 5          | Chiriquí           | 4          |          |   |                 |                 |                 |  |   |              |             |             |  |
|  | 5          | Chiriquí           | 4          |          |   |                 |                 |                 |  | 1 | Panamá Oeste | 4           |             |  |
|  |            |                    |            |          |   |                 |                 |                 |  | 1 | Panamá Oeste | 4           |             |  |
|  |            |                    | 2          | Coclé    | 1 |                 |                 |                 |  |   |              |             |             |  |
|  | 2          | Coclé              | 2          | Coclé    | 1 | 4               |                 |                 |  |   |              |             |             |  |
|  | 2          | Coclé              |            |          |   |                 |                 |                 |  |   |              |             |             |  |
|  | 7          | Panamá Metro       | 1          |          |   |                 |                 |                 |  |   |              |             |             |  |
|  | 7          | Panamá Metro       | 1          |          | 2 | Coclé           | 4               |                 |  |   |              |             |             |  |
|  |            |                    |            |          | 2 | Coclé           | 4               |                 |  |   |              |             |             |  |
|  |            |                    | 3          | Herrera  | 3 |                 |                 |                 |  |   |              |             |             |  |
|  | 3          | Herrera            | 3          | Herrera  | 3 | 4               |                 |                 |  |   |              |             |             |  |
|  | 3          | Herrera            |            |          |   |                 |                 |                 |  |   |              |             |             |  |
|  | 6          | Panamá Este        | 0          |          |   |                 |                 |                 |  |   |              |             |             |  |
|  | 6          | Panamá Este        | 0          |          |   |                 |                 |                 |  |   |              |             |             |  |
|  |            |                    |            |          |   |                 |                 |                 |  |   |              |             |             |  |

### Serie Semifinal
| Juego 1 - 7 de febrero | Panamá Oeste | 5 - 0   | Chiriquí | Estadio Horacio Mena, Chame |  |
|                        |              | Reporte |          |                             |  |

| Juego 2 - 8 de febrero | Panamá Oeste | 6 - 3   | Chiriquí | Estadio Horacio Mena, Chame |  |
|                        |              | Reporte |          |                             |  |

| Juego 3 - 10 de febrero | Chiriquí | 2 - 7   | Panamá Oeste | Estadio Kenny Serracin, David |  |
|                         |          | Reporte |              |                               |  |

| Juego 4 - 11 de febrero | Chiriquí | 6 - 7   | Panamá Oeste | Estadio Kenny Serracin, David |  |
|                         |          | Reporte |              |                               |  |

| Juego 1 - 7 de febrero | Panamá Oeste | 5 - 0   | Chiriquí | Estadio Horacio Mena, Chame |  |
|                        |              | Reporte |          |                             |  |

| Juego 2 - 8 de febrero | Panamá Oeste | 6 - 3   | Chiriquí | Estadio Horacio Mena, Chame |  |
|                        |              | Reporte |          |                             |  |

| Juego 3 - 10 de febrero | Chiriquí | 2 - 7   | Panamá Oeste | Estadio Kenny Serracin, David |  |
|                         |          | Reporte |              |                               |  |

| Juego 4 - 11 de febrero | Chiriquí | 6 - 7   | Panamá Oeste | Estadio Kenny Serracin, David |  |
|                         |          | Reporte |              |                               |  |